# Hermann Pincier
Hermann Pincier (* 9. Juli 1598 in Lübeck; † 3. Januar 1668 ebenda) war ein deutscher Jurist und Domherr im Lübecker Domkapitel.

## Leben
Hermann Pincier war ein Sohn des ersten lutherischen Domdekans des Lübecker Domkapitels Ludwig Pincier und dessen erster Ehefrau Anna Hintze († 1599). Schon 1609 erhielt er die Domherrenstelle seines jung verstorbenen Bruders Johann Adolf Pincier. Im Alter von knapp 13 Jahren wurde er im Juni 1611 an der Universität Rostock immatrikuliert. 1612 erhielt er eine weitere Präbende im Hamburger Domkapitel. Er studierte Rechtswissenschaften und unternahm eine Bildungsreise durch Westeuropa, die ihn im April 1619 an die Universität Oxford führte.
Danach begann er seine Residenz als Domherr in Lübeck. Als Großvogt (Praefectus maior) verwaltete er die Besitzungen des Kapitels im Amt Großvogtei. Wie sein Vater war er Erzbischöflich-Bremischer Geheimer Rat. Zuletzt war er Senior des Kapitels.
Pincier war verheiratet mit Elisabeth, geb. Langermann, einer Tochter des Hamburger Domherrn Lorenz Langermann (der Ältere) (1556–1620). Zu den Söhnen des Paares zählten Ludwig von Pincier (1624–1702), Jurist am Reichskammergericht, später Senior des Domkapitel in Lübeck, Hans Christopher Pincier (1635–1670), Domherr in Magdeburg, sowie Detlev Hinrich Pincier (1641–1701), Sekretär des Lübecker Domkapitels und Dekan des Kollegiatstifts St. Michael in Eutin. 